# Bachschulhaus

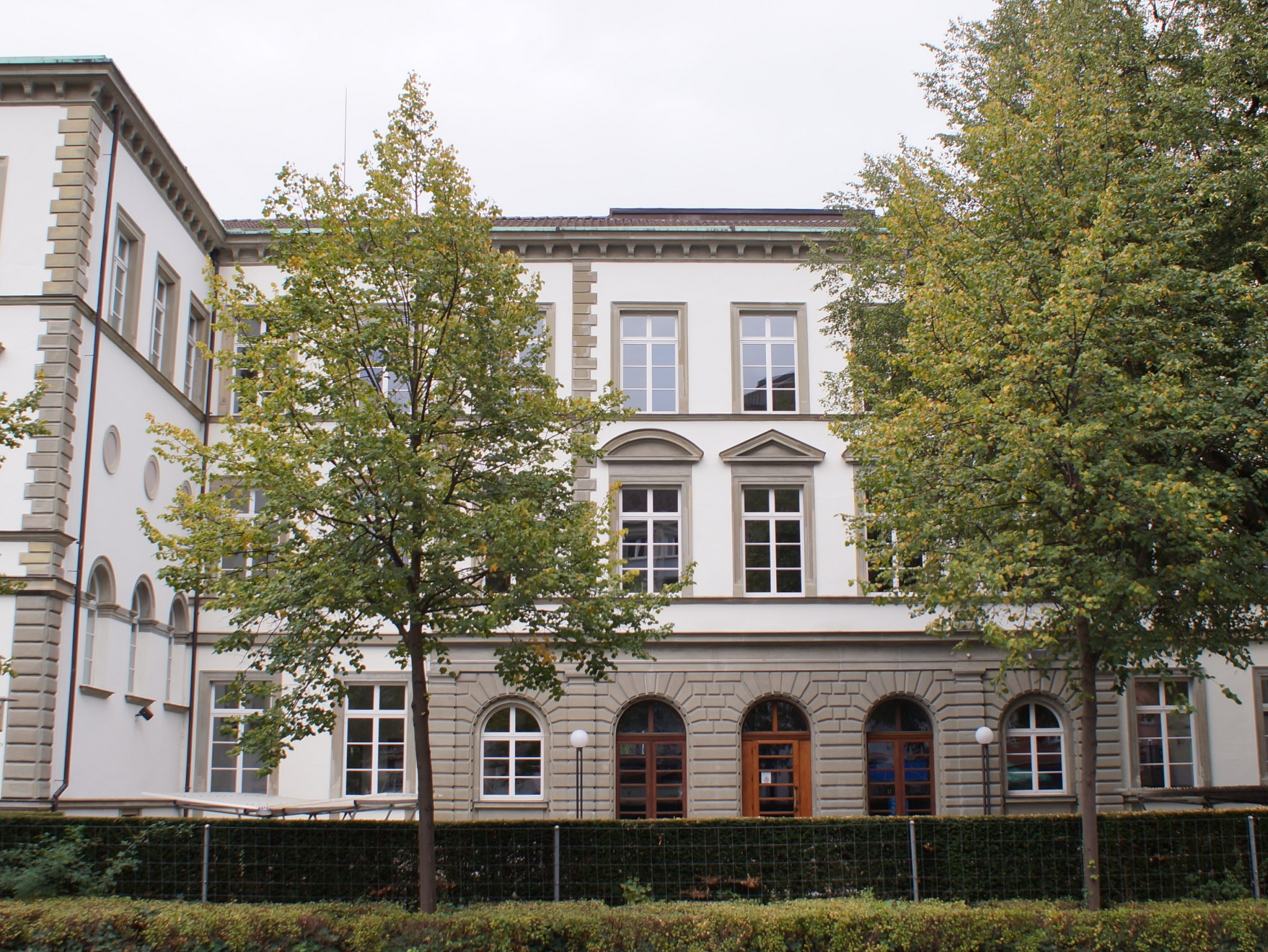
Bachschulhaus, Hofseite, 2020

Das Bachschulhaus (auch Schulhaus Am Bach) ist ein Kulturdenkmal und der «bedeutendste klassizistische Bau» in Schaffhausen. Die 1869 fertiggestellte Schulgebäude ist im Kulturgüterschutz-Inventar der Schweiz als «Kulturgut von nationaler Bedeutung» (A-Objekt, KGS-Nr. 04395) klassifiziert und prägt im Norden den Verlauf der «Bachstrasse». In den 1970er Jahren wurde über den Abbruch des Bauwerks beraten.

## Lage
Das Gebäude (Nr. 62) steht am nördlichen Teil der «Bachstrasse», die die wichtigste Nord-Süd-Verkehrsachse durch die Schaffhauser Innenstadt darstellt. Sie wird seit 1933 in einem Bogen westlich am Schulhaus vorbeigeführt. Nördlich anschliessend steht das «Schulhaus Gelbhausgarten» (Nr. 64; B-Objekt, KGS-Nr. 10764), östlich die Kantonsschule und eine weitere Schule. Die Strasse «Vorstadt» beginnt jenseits der «Bachstrasse».

## Geschichte
Das Gebäude im Stil des Klassizismus wurde von 1867 bis 1869 als Mädchenschule errichtet. Die Pläne hatte der Stadtbaumeister Johann Gottfried Meyer erstellt. Er war ein Schüler des bekannten Architekten Gottfried Semper.
Beim Bau des «Schulhaus Gelbhausgarten» (auch Gegaschulhaus) wurde die «Bachstrasse» 1933 an der westlichen Seite des Gebäudes vorbei geführt. Die Durach – der Bach – wurde 1936 in eine Dole unter die Strasse verlegt. Der umzäunte Pausenhof wurde damals zur Strasse hin geöffnet.
In den 1970er Jahren wurde über den Abbruch des Schulhauses beraten, bis man sich auf eine Gesamtsanierung in den Jahren von 1981 bis 1984 verständigte. Vor dem 150-jährigen Jubiläum wurde das Gebäude von 2017 bis 2019 ein weiteres Mal renoviert.

## Beschreibung

Gesamtansicht von Westen, 2015

Die Schule ist ein dreiflügeliger Bau mit drei Geschossen. Bedingt durch die Verlegung der Strasse ist die repräsentative Hauptfassade heute auf der östlichen «Bergseite» der Schule zu finden. Die ehemalige Strassenseite mit 19 Fensterachsen hat einen Mitteltrakt mit reicher Gliederung und zwei Seitenrisalite. Die beiden Seitenflügel umfassen den ersten Pausenhof der nach Westen geöffnet ist. Sie zeigen fünf Achsen nach Westen sowie sieben Achsen nach Süden und Norden. Der mittlere Flügel der ehemaligen Hofseite hat neun Fensterachsen, wovon drei vom schwach ausgeprägten Mittelrisalit eingenommen werden. Die Eckquaderungen des Gebäudes sind in Sandstein in Zahnschnittfolge ausgeführt.
Das Gebäude hat gegenwärtig 12 Klassenzimmer, eine Schulküche, ein Musikzimmer, ein Physikzimmer, einen Zeichensaal, ein Zimmer für textiles Arbeiten sowie im Kellergeschoss eine Metall-, eine Holzwerkstatt und einen PC-Raum. Die Aula im Obergeschoss bietet Platz für etwa 200 Personen.

## Fussnoten
1. 1 2 3 4 5  schulen-stadtsh.ch: Schulhaus Am Bach. (abgerufen am 16. November 2020)

Koordinaten: 47° 41′ 56,7″ N, 8° 38′ 11,5″ O; CH1903: 689918 / 283851